# Folke Jonsson (operasångare)
Folke Jonsson, född 9 juni 1904 i Ängelholm, död 7 december 1981 i Sollentuna, var en svensk operasångare (bas).

## Biografi
Jonsson var elev vid Kungliga Teaterns elevskola 1934. Han studerade sång för bland andra John Forsell, Sven Lizell och Ilmari von Delwig. Under elevtiden bedrev han även sångstudier i Berlin, München och Dresden. Den egentliga debuten skedde säsongen 1936–1937 då han blev fast anställd vid Kungliga Teatern och där han sedan var solist 1934–1959. Han framträdde i en rad större och mindre roller i basrepertoaren. Särskilt framgångsrik anses han ha varit i buffagenren, där hans komiska begåvning kom till sin rätt. Han anlitades även ofta som bassolist i oratorier.
Jonsson medverkade i över 2 000 föreställningar och gästspelade i Norge, Tyskland, Danmark, Finland och Island. Han fick Kristina Nilssons stipendium 1937 och blev riddare av Vasaorden. Han har sjungit med Jussi Björling och Birgit Nilsson och spelat mot Ingrid Bergman.
Han var farfar till den engelska tv-stjärnan Ulrika Jonsson. Jonsson är begravd på Silverdals griftegård i Sollentuna kommun.

## Diskografi
- Den siste sångarfursten = The last singing despot. Caprice CAP 21586 (4 cd). 1998. – Innehåll: Figaros bröllop (Mozart). Jonsson som Antonio. Inspelad 1937.
- Set Svanholm live. CD. Preiser 90332. 1997. – Innehåll: 2. Akt 1 ur Aida (Verdi). Folke Jonsson, Gertrud Wettergren, Inez Köhler, Set Svanholm; Kunglida hovkapellet; Leo Blech, dirigent. Inspelat 1939–1942.
- La traviata (Verdi). CD. Standing Room Only SRO-832-2. 1991. – Jonsson medverkar som d’Obigny. Inspelat 1939.

## Filmografi
- 1975 – Trollflöjten